# Municipio de Hampton (Pensilvania)
El municipio de Hampton (en inglés: Hampton Township) es un municipio ubicado en el condado de Allegheny en el estado estadounidense de Pensilvania. En el año 2000 tenía una población de 17 526 habitantes y una densidad poblacional de 421.9 personas por km².

## Geografía
El municipio de Hampton se encuentra ubicado en las coordenadas 40°31′35″N 80°7′29″O / 40.52639, -80.12472.

## Demografía
Según la Oficina del Censo en 2000 los ingresos medios por hogar en la localidad eran de $60 307 y los ingresos medios por familia eran $67 367. Los hombres tenían unos ingresos medios de $52 343 frente a los $30 725 para las mujeres. La renta per cápita para la localidad era de $29 071. Alrededor del 3,6% de la población estaban por debajo del umbral de pobreza.